# 安君模
安君模（1908年—？），谱名懋生，字廷楷，号君模，江苏无锡人。民国时期无锡县银行经理。

## 简介
毕业于江苏省立第三师范附属小学，后就读于桃坞中学。
1930年，秦柳方创办黄巷民众教育实验区以及丽新路工人教育实验区，聘请时任义生缫丝厂主管的安君模及其他五人为顾问。

## 家庭
弟，安君赞。